# Goldene Himbeere 2009
Die Goldene Himbeere 2009 (engl.: 29th Golden Raspberry Awards) wurde am 21. Februar 2009, dem Vorabend der Oscarverleihung, im Barnsdall Gallery Theatre in Hollywood, Kalifornien verliehen.

## Preisträger und Nominierte
Es folgt die komplette Liste der Preisträger und Nominierten.
| Kategorien                                  | Preisträger und Nominierte |
| ------------------------------------------- | --- |
| Schlechtester Film                          | Gary Barber, Michael De Luca und Mike Myers – Der Love Guru (The Love Guru)                                                                                    |
| Schlechtester Film                          | Uwe Boll, Dan Clarke, Wolfgang Herold und Shawn Williamson – Schwerter des Königs – Dungeon Siege (In the Name of the King: A Dungeon Siege Tale)              |
| Schlechtester Film                          | Jason Friedberg, Peter Safran und Aaron Seltzer – Disaster Movie und Meine Frau, die Spartaner und ich (Meet the Spartans)                                     |
| Schlechtester Film                          | Barry Mendel, Sam Mercer und M. Night Shyamalan – The Happening                                                                                                |
| Schlechtester Film                          | Hadeel Reda – The Hottie and the Nottie |
| Schlechtester Schauspieler                  | Mike Myers – Der Love Guru (The Love Guru) |
| Schlechtester Schauspieler                  | Larry the Cable Guy – Witless Protection |
| Schlechtester Schauspieler                  | Eddie Murphy – Mensch, Dave! (Meet Dave) |
| Schlechtester Schauspieler                  | Al Pacino – 88 Minuten (88 Minutes) und Kurzer Prozess – Righteous Kill (Righteous Kill)                                                                       |
| Schlechtester Schauspieler                  | Mark Wahlberg – The Happening und Max Payne |
| Schlechteste Schauspielerin                 | Paris Hilton – The Hottie and the Nottie |
| Schlechteste Schauspielerin                 | Jessica Alba – The Eye und Der Love Guru (The Love Guru) |
| Schlechteste Schauspielerin                 | Annette Bening, Eva Mendes, Debra Messing, Jada Pinkett Smith und Meg Ryan – The Women – Von großen und kleinen Affären                                        |
| Schlechteste Schauspielerin                 | Cameron Diaz – Love Vegas (What Happens in Vegas) |
| Schlechteste Schauspielerin                 | Kate Hudson – Ein Schatz zum Verlieben (Fool’s Gold) und My Best Friends Girl                                                                                  |
| Schlechtester Nebendarsteller               | Pierce Brosnan – Mamma Mia! |
| Schlechtester Nebendarsteller               | Uwe Boll – Postal |
| Schlechtester Nebendarsteller               | Ben Kingsley – Der Love Guru (The Love Guru), War, Inc. und The Wackness – Verrückt sein ist relativ (The Wackness)                                            |
| Schlechtester Nebendarsteller               | Burt Reynolds – All in – Alles oder nichts (Deal) und Schwerter des Königs – Dungeon Siege (In the Name of the King: A Dungeon Siege Tale)                     |
| Schlechtester Nebendarsteller               | Verne Troyer – Der Love Guru (The Love Guru) und The Wackness – Verrückt sein ist relativ (The Wackness)                                                       |
| Schlechteste Nebendarstellerin              | Paris Hilton – Repo! The Genetic Opera |
| Schlechteste Nebendarstellerin              | Carmen Electra – Disaster Movie und Meine Frau, die Spartaner und ich (Meet the Spartans)                                                                      |
| Schlechteste Nebendarstellerin              | Kim Kardashian – Disaster Movie |
| Schlechteste Nebendarstellerin              | Jenny McCarthy – Witless Protection |
| Schlechteste Nebendarstellerin              | Leelee Sobieski – 88 Minuten (88 Minutes) und Schwerter des Königs – Dungeon Siege (In the Name of the King: A Dungeon Siege Tale)                             |
| Schlechteste Filmpaarung                    | Paris Hilton und Christine Lakin oder Joel David Moore – The Hottie and the Nottie                                                                             |
| Schlechteste Filmpaarung                    | Uwe Boll und jeder Schauspieler, jede Kamera oder jedes Drehbuch                                                                                               |
| Schlechteste Filmpaarung                    | Cameron Diaz und Ashton Kutcher – Love Vegas (What Happens in Vegas)                                                                                           |
| Schlechteste Filmpaarung                    | Larry the Cable Guy und Jenny McCarthy – Witless Protection |
| Schlechteste Filmpaarung                    | Eddie Murphy in Eddie Murphy – Mensch, Dave! (Meet Dave) |
| Schlechteste Neuverfilmung oder Fortsetzung | George Lucas, Kathleen Kennedy und Frank Marshall – Indiana Jones und das Königreich des Kristallschädels (Indiana Jones and the Kingdom of the Crystal Skull) |
| Schlechteste Neuverfilmung oder Fortsetzung | Jason Friedberg, Peter Safran und Aaron Seltzer – Disaster Movie und Meine Frau, die Spartaner und ich (Meet the Spartans)                                     |
| Schlechteste Neuverfilmung oder Fortsetzung | Gregory Goodman, Paul Harris Boardman und Erwin Stoff – Der Tag, an dem die Erde stillstand (The Day the Earth Stood Still)                                    |
| Schlechteste Neuverfilmung oder Fortsetzung | Grant Hill, Joel Silver, Larry Wachowski und Andy Wachowski – Speed Racer                                                                                      |
| Schlechteste Neuverfilmung oder Fortsetzung | George Lucas und Catherine Winder – Star Wars: The Clone Wars                                                                                                  |
| Schlechteste Regie                          | Uwe Boll – 1968 Tunnel Rats, Postal und Schwerter des Königs – Dungeon Siege (In the Name of the King: A Dungeon Siege Tale)                                   |
| Schlechteste Regie                          | Jason Friedberg und Aaron Seltzer – Disaster Movie und Meine Frau, die Spartaner und ich (Meet the Spartans)                                                   |
| Schlechteste Regie                          | Tom Putnam – The Hottie and the Nottie |
| Schlechteste Regie                          | Marco Schnabel – Der Love Guru (The Love Guru) |
| Schlechteste Regie                          | M. Night Shyamalan – The Happening |
| Schlechtestes Drehbuch                      | Graham Gordy und Mike Myers – Der Love Guru (The Love Guru) |
| Schlechtestes Drehbuch                      | Heidi Ferrer – The Hottie and the Nottie |
| Schlechtestes Drehbuch                      | Jason Friedberg und Aaron Seltzer – Disaster Movie und Meine Frau, die Spartaner und ich (Meet the Spartans)                                                   |
| Schlechtestes Drehbuch                      | M. Night Shyamalan – The Happening |
| Schlechtestes Drehbuch                      | Doug Taylor – Schwerter des Königs – Dungeon Siege (In the Name of the King: A Dungeon Siege Tale)                                                             |
| Worst Career Achievement Award              | Uwe Boll |